# Håkan Malmrot
Håkan Malmrot (Örebro, 29 novembre 1900 – Karlskrona, 10 gennaio 1987) è stato un nuotatore svedese, specializzato nella rana.

## Palmarès
- Giochi olimpici

Anversa 1920: oro nei 200 metri rana, oro nei 400 metri rana.